# زرنق
زرنق (بالفارسية: زرنق) هي مدينة تقع في إيران في البلدة المركزية. يقدر عدد سكانها بـ 4,766 نسمة .